# 宍戸清志
宍戸 清志（ししど きよし、1948年1月28日 - ）は、東京都葛飾区出身で伊勢ヶ濱部屋に所属した元大相撲力士。本名同じ。180.3cm、105kg。最高位は西幕下34枚目。

## 経歴
大相撲の公傷制度適用の第1号力士として知られる。公傷適用の元となったのは、1972年3月場所の朝ノ花戦で右膝の関節を脱臼したことによる。翌5月場所、自己最高位となった西幕下34枚目の地位で公傷休場となった。公傷休場明けの7月場所は1勝6敗と大敗し、皮肉にもこの地位が力士人生の最高位となった。
力士としては、1965年11月に初土俵、そして公傷休場の1年後の1973年5月をもって廃業している。廃業後は葛飾区内で、ちゃんこ料理屋「若瀬川」を経営した。

## 成績
通算46場所147勝147敗21休

## 改名
宍戸→勝己山→宍戸